# Tanche

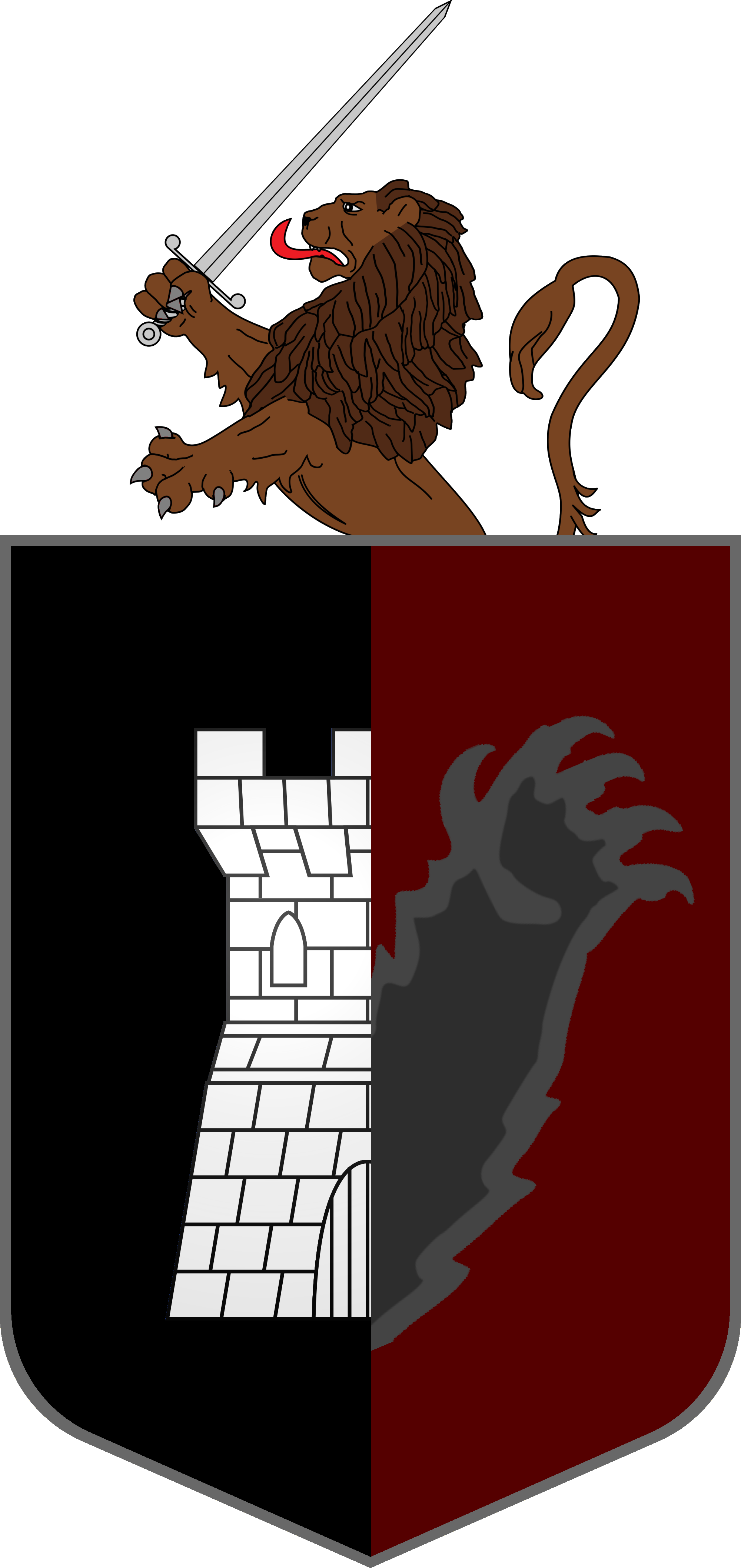
Um dos brasões da família.

Tanche ou Tank é uma família originária de Haderslev, no sul da Dinamarca, que se ramificou e dispersou-se por várias localidades, da Noruega ao continente americano.
Diz a tradição que um plebeu de nome Tank foi enobrecido por Carlos IV do Sacro Império Romano, que reinou entre 1346 e 1378. Não se sabe se Martin Tanche, que também foi nobilitado pelo rei da Dinamarca e Noruega, pertencia a essa mesma família.

## Dinamarca
Martin Tanche, que desde 1638 era um dos oficiais do rei Cristiano IV, foi inaugurado como membro das nobrezas dinamarquesa e norueguesa em 23 de outubro de 1643, recebendo um brasão de armas.  Tanche tornaria-se o representante dinamarquês na Haia,  estando entre os nobres que participaram do encontro patrimonial de Copenhaga. No final de sua vida, Tanche foi ainda conselheiro do Eleitorado da Saxônia. 

### Manuscritos de 1643

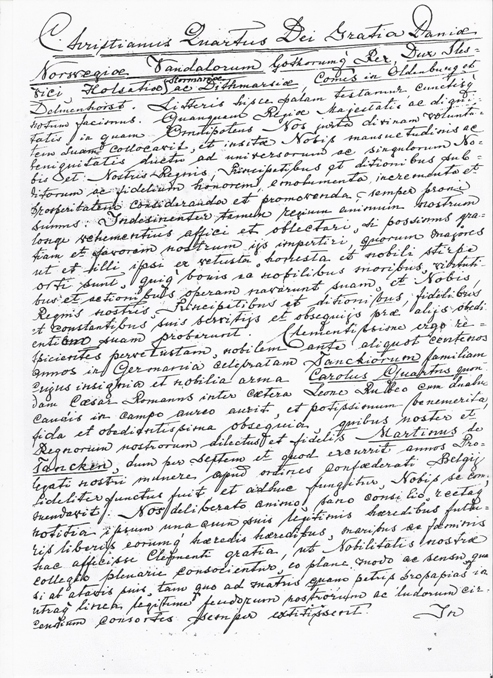
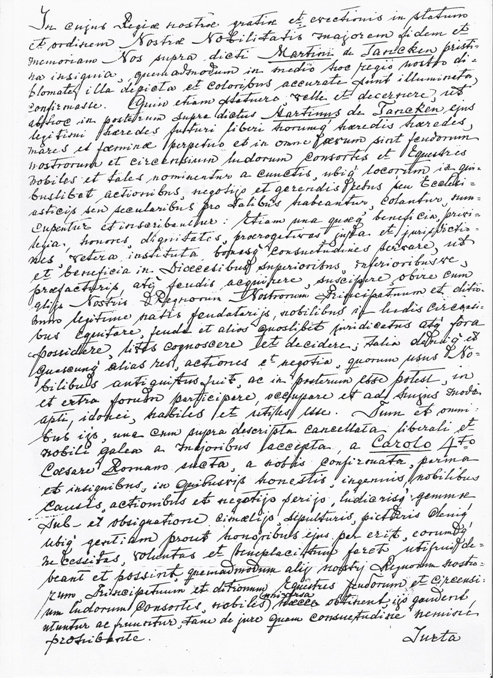
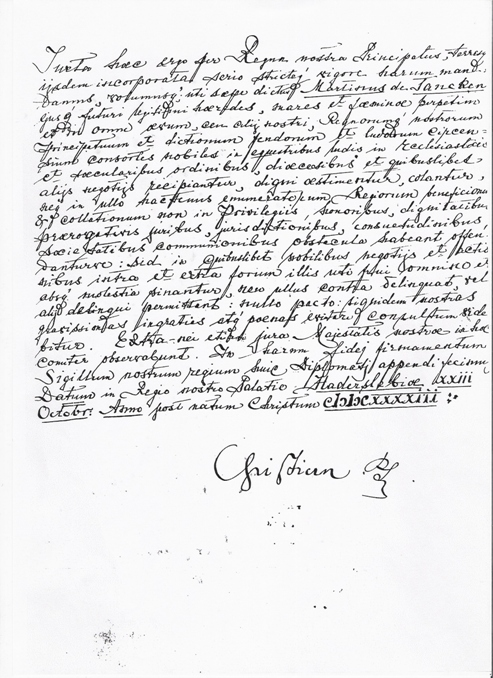

## Noruega
Após ter sido assessor de Cristoffer Urne, o governador da Noruega, Hans Tank foi indicado como o juiz dos distritos de Østerdalen e Solør. 
Niels Tank, irmão de Hans Tank, iniciou a vida mercantil em Halden. Entre seus descendentes, há vários nobres, como os Anker e os condes de Wedel-Jarlsberg. Seu filho era Carsten Tank, o velho, que teve os netos Carsten Tank, o jovem, casado com Bertha Leth e Catherine von Cappelen, e Anne Tank, casada com Erik Anker, junto do qual teve os filhos Peter Anker, diplomata e colono, e Carsten Tank Anker, ministro e dono da propriedade onde a Constituição norueguesa foi assinada, em 1814. O último conde do país, Peder Anker de Wedel-Jarlsberg, era seu descendente.
O ramo do leste da Noruega possuía, como parte de sua fortuna, a mansão de Rød, em Halden.

## América
Nils Otto Tank, filho de Carsten Tank e Catherine Cappelen, foi um colono que esteve na América do Sul, migrando mais tarde para os Estados Unidos. Ele teve uma filha, sem deixar outros descendentes.

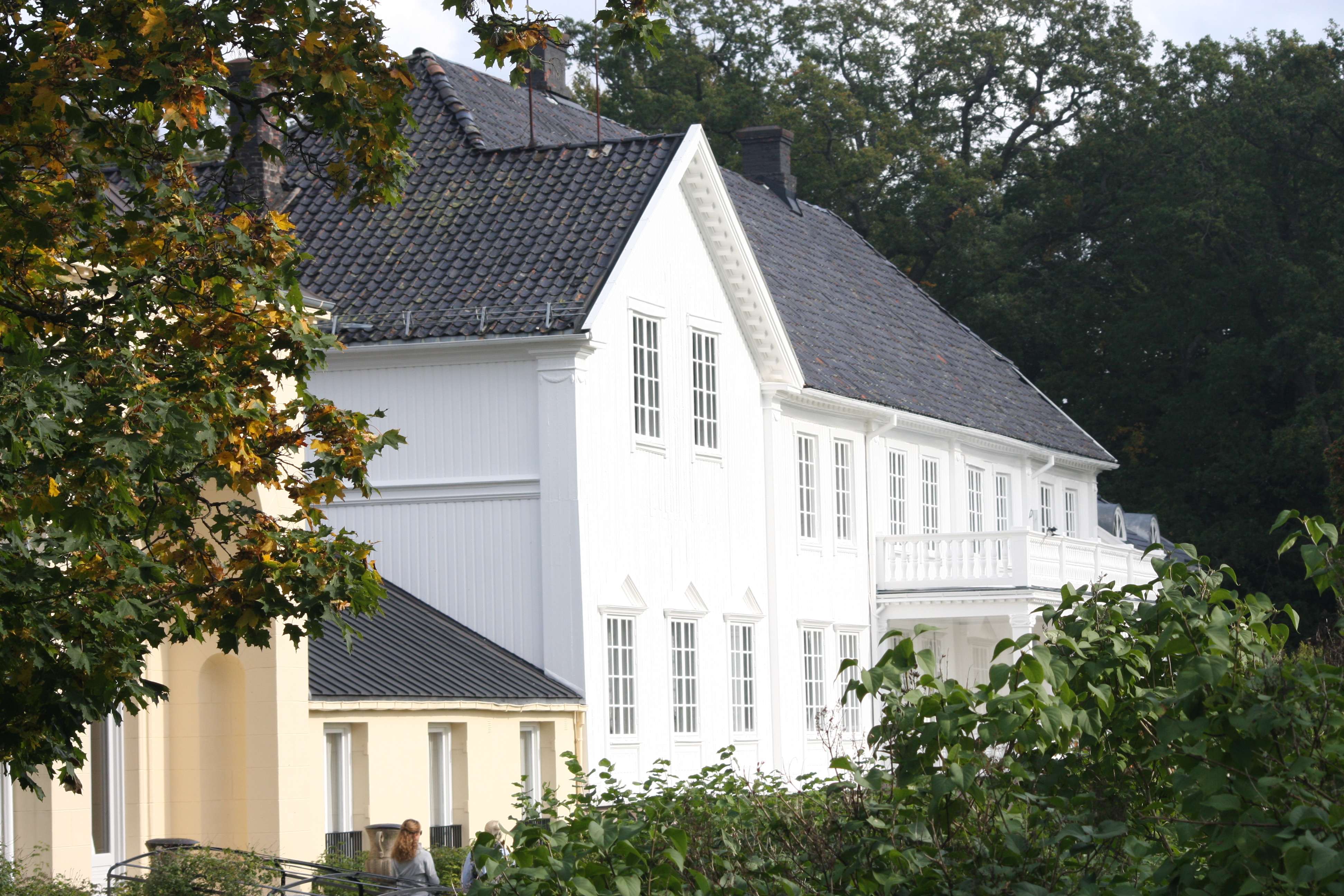
A mansão de Rød.

## Brasão
O brasão dinamarquês de Martin Tanche, de 1643, mostra o castelo e a garra de urso que foram utilizados pela família Tank e por Otto Tanck em Lübeck, além de um leão de cauda dupla em um fundo dourado, que também encontra-se no timbre. 
Embora os vínculos familiares entre as famílias Tank e Tanche permaneçam indecifráveis, ambas apresentam brasões semelhantes, o que leva a crer que tenham uma origem comum.

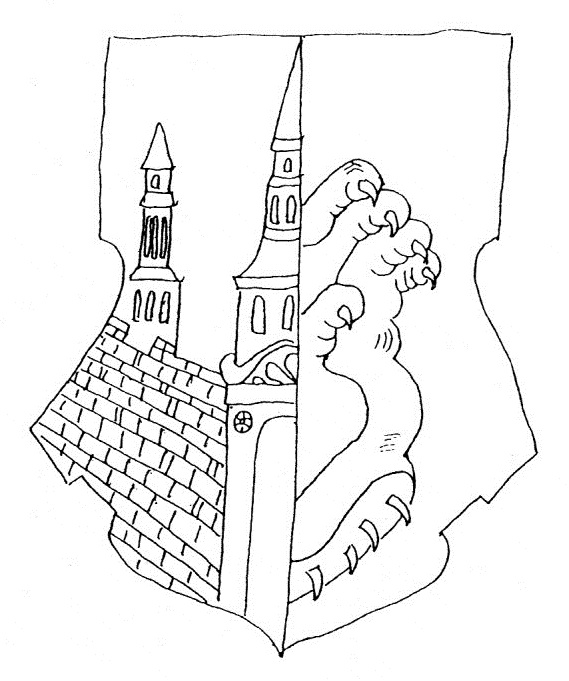
Brasão atribuído a Carsten Tank.
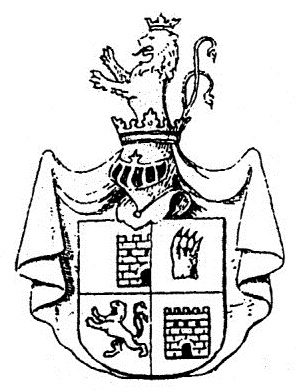
Brasão outorgado a Martin Tanche.
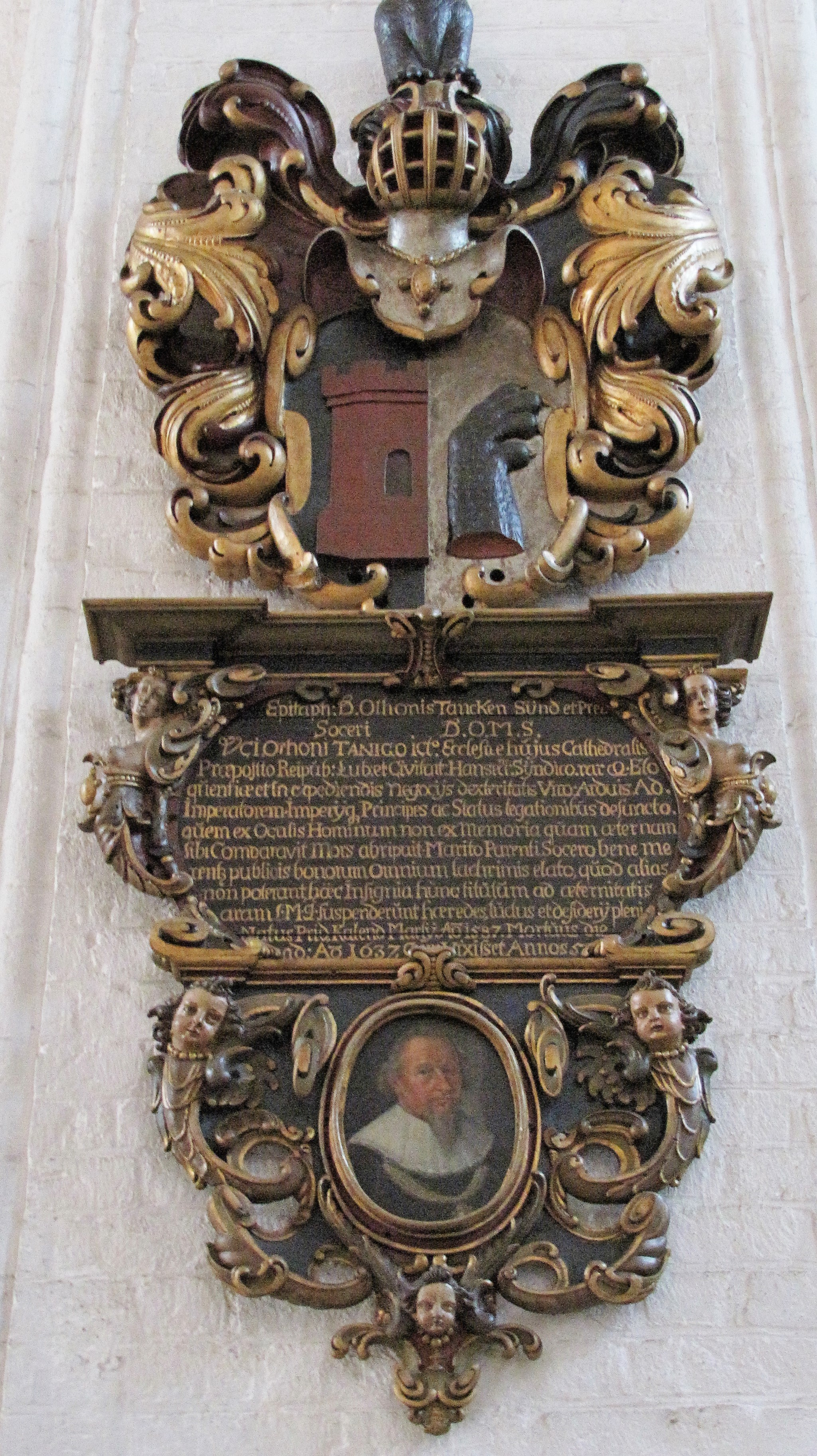
Epitáfio de Otto Tanck, em Lübeck.